# Santa Maria em Via (título cardinalício)
O título cardinalício de Santa Maria em Via (em latim, S. Mariae in Via) foi instituído em 4 de dezembro de 1551, pelo Papa Júlio III .Sua igreja titular é Santa Maria in Via.

## Titulares
- Fulvio Giulio della Corgna O.S.Io.Hier. (1551-1555)
- Giacomo Puteo (ou Puteus, ou Pozzo, ou Jacques Dupuy) (1555-1563)
- Alessandro Sforza (1565-1581)
- Vacante (1581-1585)
- Vincenzo Lauro (ou Laureo) (1585-1589)
- Giovanni Francesco Morosini (1590-1596)
- Silvio Savelli (1596-1599)
- Roberto Belarmino, S.J. (1599-1620)
- Stefano Pignatelli (1621-1623)
- Vacante (1623-1630)
- Gil Carrillo de Albornoz (1630-1643)
- Francesco Angelo Rapaccioli (1643-1650)
- Carlo Rossetti (1653-1654)
- Francesco Albizzi (1654-1671)
- César d'Estrées (1672-1675)
- Carlo Carafa (1675-1680)
- Vacante (1680-1689)
- Francesco Maidalchini (1689-1691)
- Vacante (1691-1696)
- Giacomo Boncompagni (1696-1724)
- Melchior de Polignac (1724-1725)
- Francesco Antonio Finy (1728-1729)
- Carlo Vincenzo Maria Ferreri Thaon, O.P. (1729-1742)
- Giuseppe Pozzobonelli (1743-1758)
- Pietro Francesco Bussi (1759-1765)
- Antonio Branciforte Colonna (1767-1786)
- Vacante (1786-1801)
- Girolamo della Porta (1801-1802)
- Michele di Pietro (1802-1816)
- Giorgio Doria Pamfilj Landi (1816-1818)
- Vacante (1818-1823)
- Carlo Maria Pedicini (1823-1828)
- Vacante (1828-1837)
- Luigi Amat di San Filippo e Sorso (1837-1852)
- Ferdinand-François-Auguste Donnet (1853-1882)
- François-Marie-Benjamin Richard de la Vergne (1889-1908)
- Agostino Richelmy (1911-1923)
- Patrick Joseph Hayes (1924-1938)
- Thomas Tien Ken-sin, S.V.D. (1946-1967)
- Paul Yoshigoro Taguchi (1973-1978)
- Joseph-Marie Trinh van-Can (1979-1990)
- Egano Righi-Lambertini (1990-2000)
- Antonio José González Zumárraga (2001-2008)
- Raúl Eduardo Vela Chiriboga (2010-2020)
- Filipe Neri do Rosário Ferrão (desde 2022)